# Kuppigudda, Lingsugur
Kuppigudda là một làng thuộc tehsil Lingsugur, huyện Raichur, bang Karnataka, Ấn Độ.